# پوئرتو کاستیا
پوئرتو کاستیّا دهستانی در استان آبیلای اسپانیا است.
در این دهستان ۱۴۷ نفر زندگی می‌کنند. مساحت این دهستان ۴۳٫۴۲ کیلومتر مربع است.